# 2344 Xizang
2344 Xizang eller 1979 SC1 är en asteroid i huvudbältet som upptäcktes den 27 september 1979 av Purple Mountain-observatoriet i Nanjing, Kina. Den är uppkallad efter den autonoma regionen Tibet i Kina.
Asteroiden har en diameter på ungefär 16 kilometer.